# Dopage dans le tennis
Le dopage dans le tennis consiste, pour les athlètes, à faire appel à des substances ou à des pratiques interdites dans le but d'améliorer leurs résultats en compétition. Les premiers contrôles datent des années 1980, et recherchaient à détecter l'usage de drogues récréatives chez les joueurs de tennis. La mise en place d'un programme de contrôle par la Fédération internationale de tennis (ITF) date de 1993.

## Histoire
Le dopage dans le tennis remonte au moins aux années 1950, puisque le joueur Espagnol Andrés Gimeno a reconnu avoir reçu des injections de testostérone avant la Coupe Davis 1959. Les premiers tests apparaissent dans les années 1980, et sont axés sur la recherche de drogues récréatives, puis l'ITF met en place un programme de contrôle en 1993.
En 2004, le tennis adhère au code de l'Agence mondiale antidopage (AMA). Le passeport biologique est adopté en 2013.

## Affaires de dopage

### 1995
- Mats Wilander et son partenaire de double  Karel Nováček sont testés positis à la cocaïne lors du tournoi de Roland-Garros. Ils seront sanctionnés de trois mois de suspension[4].

### 1997
- Andre Agassi, contrôlé positif aux méthamphétamines. Il obtient la clémence de l'ATP en plaidant une ingérence accidentelle dans un cocktail[5]. Cependant, il reconnaîtra dans son autobiographie Open: An Autobiography, parue en 2009, avoir menti[6], avouant avoir consommé cette substance euphorisante sciemment, à la suite de déboires d'ordre personnel[7].

### 1998
- Petr Korda, reçoit un an de suspension à la suite d'un contrôle positif à la nandrolone pendant le tournoi de Wimbledon[8].

### 2000
- Juan Ignacio Chela est suspendu trois mois pour un test positif au méthylestostérone lors du tournoi de Cincinnati[9].

### 2001
- Guillermo Coria écope de sept mois de suspension, de août 2001 à mars 2002, pour prise de stéroïdes[10].

### 2003
- Mariano Puerta (1) est suspendu deux ans, en 2003, à la suite d'un contrôle positif au clenbutérol. Sa peine sera finalement ramenée à neuf mois[11].
- Greg Rusedski est testé positif à la nandrolone lors du tournoi d'Indianapolis, mais sera innocenté par le tribunal de l'ATP, expliquant avoir consommé des compléments alimentaires contenant cette substance, et fournis par les médecins du circuit masculin[12].

### 2004
- John McEnroe, ancien numéro 1 mondial, reconnaît avoir pris des stéroïdes pendant sa carrière, mais à son insu[13].

### 2005
- Mariano Puerta (2), est contrôlé une nouvelle fois positif en 2005, à la suite de sa finale perdue à Roland Garros, au clenbutérol. Il écope de 8 ans de suspension, ce qui représente un record dans le tennis[14]. Sa peine sera finalement ramenée à 2 dans par le tribunal arbitral du sport[15].
- Guillermo Cañas reçoit deux ans de suspension pour un contrôle positif à un diurétique[16].

### 2006
- Mariano Hood est testé positif lors des Internationaux de France, est sera puni d'un an de suspension pour la prise de Finastéride, un produit reconnu masquant[17].
- Sesil Karatantcheva est contrôlée positive à la nandrolone lors du tournoi de Roland-Garros, alors qu'elle n'a que seize ans. Elle est condamnée à deux ans de suspension[18].

### 2007
- Martina Hingis, suspendue 2 ans pour un contrôle positif au benzoylecgonine (principal métabolite de la cocaïne) lors du Tournoi de Wimbledon[19].

### 2009
- Richard Gasquet, contrôlé positif à la cocaïne en marge du Tournoi de tennis de Miami, blanchi par le Tribunal arbitral du sport (TAS)[20].

### 2013
- Barbora Strýcová écope de six mois de suspension pour prise de sibutramine.
- Marin Čilić, suspendu neuf mois à la suite d'un contrôle positif au nicéthamide lors du tournoi de Munich[21]. Cette peine sera par la suite ramenée à quatre mois[22]
- Viktor Troicki, suspendu 18 mois pour ne pas avoir fourni un échantillon sanguin[23]. Cette peine sera finalement réduite à un an par le Tribunal arbitral du sport[22].
- Nuria Llagostera Vives est suspendue deux ans pour un test positif à la méthamphétamine[24], n'ayant pu produire d’autorisation d’usage thérapeutique (AUT) .

### 2015
- Wayne Odesnik se voit infliger l'une des plus lourdes sanctions de l'histoire du tennis, avec une suspension de quinze ans pour récidive. L'Américain avait déjà été contrôlé positif pour la prise d'hormones de croissance en 2010 et avait écopé d'un an de suspension de 2010 à 2011[25].

### 2016
- Maria Sharapova, suspendue 2 ans[26] avec peine réduite à 15 mois (meldonium) après appel de la joueuse au TAS.

#### Affaire Puerto
L'affaire Puerto est un scandale de dopage sanguin qui éclate au printemps 2006. Elle concerne plus de 200 poches de sang, destinées à une transfusion sanguine, retrouvées dans un laboratoire clandestin de Madrid. Si les premières révélations concernent le cyclisme, le médecin espagnol Eufemiano Fuentes, au cœur de l'affaire, indiquera avoir travaillé avec des sportifs issus de différentes disciplines, dont le tennis. À l'issue du procès, la justice espagnole décide de détruire les preuves et de ne pas révéler l'identité des tricheurs. Cette décision indigne de nombreuses personnalités du monde du sport, dont des joueurs de tennis professionnels tels que Rafael Nadal qui trouve ce verdict injuste, ou Andy Murray et Julien Benneteau qui soupçonnent une volonté de dissimulation.

### 2017
- Sara Errani, suspendue deux mois à la suite d'un test positif au létrozole, un stimulant hormonal[29].
- Daniel Evans, contrôlé positif à la cocaïne lors du tournoi de Barcelone, est sanctionné d'un an de suspension[30].

### 2020
- Nicolás Jarry, contrôlé positif au ligandrol et au stanozolol[31], finalement innocenté.
- Robert Farah, numéro 1 mondial de double, contrôlé positif à un anabolisant, la boldénone[32]. Il dit avoir consommé un steak contaminé et il a été blanchi par la Fédération internationale de tennis[33].
- Dayana Yastremska, contrôlée positive au mesterolone[34].

### 2025
- Jannik Sinner, numéro 1 mondial, est suspendu trois mois après avoir été contrôlé deux fois positif au clostébol en 2024[35].

## Substances et pratiques interdites
Les substances interdites par l'ITF appartiennent à cinq catégories principales :
- stéroïdes anabolisants ;
- hormones peptidiques ;
- bêta-2-mimétiques ;
- stimulants ;
- diurétiques.

À ces cinq catégories viennent s'ajouter des restrictions sur l'usage d'anesthésies locales, cortico-stéroïdes et bêta-bloquants, mais aussi sur le transfert de gènes, ou dopage génétique.

## Controverses
L'ITF est régulièrement mise en cause dans la presse pour son manque de transparence vis-à-vis des cas de dopages dans le tennis. Elle est soupçonnée de négocier, directement avec les athlètes mis en cause, une retraite ou un éloignement des courts, afin de ne pas nuire à l'image du tennis. L'ATP a ainsi longtemps appliqué une loi du silence, menaçant les joueurs qui évoquaient le sujet de sanctions. Dans son autobiographie, André Agassi raconte comment l'ATP a couvert son contrôle positif aux méthamphétamines en 1997,. Roger Federer s'étonne quant à lui du peu de contrôles dont il a fait l'objet au cours de sa carrière.

### Le cas des A.U.T
L'A.U.T est une autorisation d'usage à des fins thérapeutiques de substances prohibées et figurant sur les listes des produits dopants établie par l'AMA ainsi que par l'ITF. L'athlète bénéficiant d'une telle faveur doit donc justifier la nécessité d'un recours à de tels traitements et obtenir une autorisation médicale, laquelle est accordée ou non par la fédération internationale de tennis. Certains athlètes, tous sports confondus, y voient une forme de « dopage autorisé »,,.

### ITF et AFLD
En 2009, un nouveau dispositif du code mondial antidopage autorise une agence nationale à effectuer des tests additionnels à ceux pratiqués par les instances officielles. Ainsi, lors de la saison 2009, l'agence française de lutte contre le dopage (ou AFLD) reçoit de la part de l'ITF une dérogation afin de procéder à des contrôles inopinés et ciblés sur une quinzaine d'athlètes durant le tournoi de Roland-Garros. Plusieurs joueurs se plaindront néanmoins des méthodes employées par cette dernière, dont le tenant du titre Rafael Nadal, qui se déclarera choqué d'avoir subi un prélèvement à une heure matinale la veille de sa défaite en huitième de finale face au Suédois Robin Söderling, et qui déplorera en outre une forme d'acharnement de la part de cette agence à son encontre quelques mois plus tard, à l'occasion du Masters 1000 de Paris-Bercy . Les relations entre ces deux organismes sont réputées houleuses, et cette collaboration prend fin dès la fin de la saison, l'agence française étant dès lors interdite à opérer des prélèvements durant le tournoi parisien. L'AFLD regrette depuis le manque de coopération de la fédération internationale dans le domaine.

### Suspicions de dopage
En mars 2016, Roselyne Bachelot, alors ex-ministre de la Santé et des Sports, accuse Rafael Nadal de dopage lors d'une émission de télévision en déclarant « On ne révèle pas les contrôles positifs... Simplement, on apprend curieusement qu’un joueur a une blessure qui le maintient des mois en dehors des courts. On sait à peu près que la fameuse blessure de Rafael Nadal qui a entraîné sept mois d’arrêt de compétition en 2012-2013 est très certainement due à un contrôle positif ». Nadal réfute catégoriquement s'être dopé et attaque Bachelot pour diffamation en demandant dans la foulée à l'ITF de publier les résultats de ses contrôles antidopage. Au mois de septembre, alors que le groupe de cyber-pirates russe Fancy Bear révèle que le champion espagnol a usé à plusieurs reprises de produits interdits, et considérés comme dopants , ce dernier déclare : « Quand vous demandez une autorisation pour prendre quelque chose pour des raisons thérapeutiques et que vous l’obtenez, vous ne prenez rien d’interdit. Cela ne devrait pas être nouveau. Pas besoin de faire de la démagogie. Je n’ai jamais rien pris pour améliorer mes performances. Jamais. Si j’ai pris ces substances, c’est parce que les médecins pensaient que c’était mieux pour mon genou. Il y a beaucoup de choses qui sont interdites mais si tu demandes une permission et qu’ils te l’accordent, ça ne l’est plus. Point final. » En novembre 2017, alors que Nadal demandait 100 000 euros d'indemnisation, le tribunal correctionnel juge Roselyne Bachelot effectivement coupable de diffamation et la condamne à 500 euros d’amende avec sursis ainsi qu'à verser 10 000 euros de dommages et intérêts au numéro 1 mondial en réparation de son « préjudice moral ».
En septembre 2016, Fancy Bear révèle également que Venus et Serena Williams auraient bénéficié d'autorisations à usage thérapeutiques pour la prise de substances d'ordinaire formellement proscrites, de la prednisolone pour la première, de l'hydromorphone et de l'oxycodone pour la seconde. L'agence mondiale antidopage certifie alors l'authenticité des documents dévoilés, expliquant avoir effectivement été victime d'une cyber-attaque.